# Omicidio di Pamela Mastropietro
L'omicidio di Pamela Mastropietro è stato un caso di cronaca nera avvenuto il 30 gennaio 2018 a Macerata.
La vittima, una ragazza di 18 anni, venne stuprata e assassinata da Innocent Oseghale, che poi fece a pezzi il suo cadavere.

## Antefatti
Pamela Mastropietro nacque a Roma, nel quartiere San Giovanni, il 23 agosto 1999. La giovane soffriva di un disturbo di personalità borderline ed era dipendente da droghe. Il 18 ottobre 2017, all'età di 18 anni, si trasferì nella comunità di recupero per tossicodipendenza di Corridonia (MC). Sua madre dichiarò che la ragazza aveva iniziato ad abusare di droghe dopo aver frequentato un uomo rumeno e che, al momento della morte, stava frequentando una comunità di recupero. Seguita da uno psichiatra nella comunità, Pamela dichiarò di abusare di alcol dall'età di 12 anni e di altre droghe dai 14 anni. Il 29 gennaio 2018 si allontanò volontariamente dalla comunità e un uomo la accompagnò in auto alla stazione di Corridonia-Mogliano in cambio di un rapporto sessuale. Lì la ragazza avrebbe voluto prendere un treno per fare ritorno a Roma, ma lo perse e accettò l'offerta di un passaggio da parte di un tassista locale. Consumò un rapporto sessuale con il tassista e dormì nella sua casa. Il giorno dopo cercò di procurarsi della droga presso i giardini Diaz di Macerata, dove incontrò Innocent Oseghale, uno spacciatore nigeriano.

## Indagini e conseguenze
Tra il 30 e il 31 gennaio 2018 un passante notò la presenza di due valigie abbandonate in un piccolo fossato non lontano dal cancello di una villetta in Via dell'Industria, tra Casette Verdini e Pollenza, a pochi chilometri da Macerata. All'interno fu trovato il cadavere smembrato di Pamela Mastropietro. L'esatta causa della morte alla data del febbraio 2018 non era chiara, ma il proseguire delle indagini portò i Carabinieri al ritrovamento dei vestiti della ragazza, macchiati di sangue, in casa di Innocent Oseghale, cittadino nigeriano in Italia dal 2014 il quale, allontanatosi da un programma di assistenza ai rifugiati, era dedito allo spaccio di droga.
Insieme a Oseghale, i Carabinieri arrestarono anche i suoi connazionali Desmond Lucky e Lucky Awelima. L'omicidio causò indignazione pubblica e rabbia, ma anche sentimenti razzisti e xenofobi, e venne considerato la principale motivazione dell'attentato commesso a Macerata cinque giorni dopo da Luca Traini, il quale esplose diversi colpi di pistola dalla sua auto in movimento contro un gruppo di immigrati, ferendone sei. Inizialmente si diffuse una notizia, poi smentita, secondo la quale Traini conosceva Pamela ed aveva effettuato la sparatoria per vendetta. Traini dichiarò in seguito che la sua intenzione iniziale era quella di recarsi al tribunale e uccidere Oseghale; in seguito avrebbe cambiato idea e avrebbe aperto il fuoco, per sua stessa ammissione, contro persone nere scelte a caso.
Secondo l'autopsia, nelle sue ultime ore Pamela Mastropietro fu vittima di violenza sessuale, quindi fu uccisa con due coltellate al fegato. Il cadavere fu quindi accuratamente lavato con candeggina, nel tentativo di eliminare i residui organici, infine smembrato e occultato.
Diversi politici italiani esponenti dei partiti di centro-destra e destra citarono spesso l'omicidio e il successivo attacco compiuto da Traini parlando delle proprie politiche contro il crimine e della propria contrarietà all'immigrazione clandestina, in particolare Matteo Salvini, segretario della Lega, poco dopo divenuto vicepremier e ministro dell'interno.

## Funerali
I funerali di Pamela Mastropietro si svolsero nella chiesa di Ognissanti a Roma, il 5 maggio 2018. Alle esequie parteciparono l'allora sindaca Virginia Raggi e tutta la comunità nigeriana. Pamela Mastropietro è sepolta nel Cimitero del Verano.

## Processo

### Innocent Oseghale
Innocent Oseghale, un nigeriano di 29 anni con un permesso di residenza scaduto e precedenti penali per spaccio di droga, fu subito sospettato e arrestato poco dopo il ritrovamento del corpo. Il processo con rito ordinario iniziò il 13 febbraio 2019. Le accuse contestate furono omicidio e violenza sessuale contro una vittima in condizioni di inferiorità, occultamento e distruzione del cadavere. Il processo si tenne con la presenza di Vincenzo Marino, ex boss della 'Ndrangheta e compagno di cella di Oseghale, che riferì ciò che questi gli avrebbe confessato in cella: Oshegale avrebbe accoltellato Mastropietro, quindi avrebbe contattato un amico per farsi aiutare a occultare il corpo, iniziando col sezionarla da un piede; a questo punto la vittima avrebbe inopinatamente mostrato segni di vita e quindi Oshegale l'avrebbe nuovamente accoltellata.
Il processo si concluse con la condanna dell'imputato all'ergastolo e a diciotto mesi di isolamento. La condanna venne confermata dalla Corte d'assise d'appello del tribunale di Ancona il 16 ottobre 2020. Oseghale in seguito continuò a dichiararsi innocente riguardo alla morte della ragazza, come in una sua precedente confessione in cui dichiarava di averne smembrato il corpo ma di non averla uccisa, affermando che fosse morta per un'overdose di eroina, il che è stato smentito sia dai risultati dell'autopsia sia dalla testimonianza di Marino.
Il 23 gennaio 2024 la Corte di Cassazione ha respinto il ricorso degli avvocati di Oseghale contro la sentenza emessa dal tribunale di Perugia nel febbraio 2023, che aveva confermato l'aggravante di violenza sessuale e la sua condanna all'ergastolo per l'omicidio di Pamela Mastropietro.

### Desmond Lucky e Lucky Awelima
Il 7 giugno 2018 il magistrato di Macerata Giovanni Maria Manzoni revocò a Desmond Lucky e Lucky Awelima la custodia in carcere per omicidio, diffamazione, distruzione e occultamento di cadavere, ma i due rimasero comunque in prigione per spaccio di eroina, ricevendo nell'aprile 2019 una condanna di 4 anni e 8 mesi.

## Nella cultura di massa

### Letteratura
Nel 2018 la testata giornalistica Cronache maceratesi scrisse un libro riguardo all'omicidio e all'attentato effettuato poco dopo da Luca Traini. Lo stesso Traini nel 2019 dedicò un libro, scritto in carcere, alla ragazza.

### Iniziative
Il 21 novembre 2019 il fatto approdò al Parlamento europeo in vista della Giornata internazionale per l'eliminazione della violenza contro le donne. Per questa giornata, l'eurodeputata di Identità e democrazia, gruppo politico sovranista di destra ed estrema destra del Parlamento europeo e consulente di parte civile della famiglia Mastropietro Luisa Regimenti lanciò l'iniziativa dal titolo "Il muro delle Bambole - Combattere la violenza contro le donne - In memoria di Pamela Mastropietro".
(Luisa Regimenti)